# غريتر ناباني
غريتر ناباني (بالإنجليزية: Greater Napanee)‏ هي مدينة كندية تقع في مقاطعة أونتاريو. تبلغ مساحة هذه المدينة 459.706 (كم²)، ويبلغ عدد سكانها 15400 نسمة حسب إحصاء سنة 2006 م، بينما كان يسكنها 15132 نسمة في سنة 2001 م. تحتل هذه المدينة المرتبة رقم 248 بين مدن كندا حسب عدد السكان والمرتبة رقم 95 في المقاطعة. نما عدد السكان في هذه المدينة بنسبة (1.8) بين العامين المذكورين.

## أعلام
- كاثلين دالي
- آرون دورنيكامب
- هاري هام
- مات بران
- آرثر جارفيس

## وصلات خارجية
- الأطلس الحكومي لكندا
- إحصاءات كندا مع ساعة تعداد السكان